# Zaire ebolavirus
Zaire ebolavirus és un taxon de virus segons el International Committee on Taxonomy of Viruses inclòs dins el gènere Ebolavirus, família Filoviridae, ordre Mononegavirales. Aquesta espècie només té un sol virus membre, Ebola virus (EBOV), i és l'espècie tipus per al gènere Ebolavirus. Els membres de l'espècie s'anomenen en anglès: Zaire ebolaviruses.

## Nomenclatura
El terme Zaire ebolavirus deriva del país Zaire i el sufixebolavirus es refereix a virus i el riu Ebola.
Aquesta espècie es va presentar el 1998 com Zaire Ebola virus. L'any 2002, el nom es va canviar a Zaire ebolavirus.

## Criteris d'inclusió en l'espècie
Un virus del gènere Ebolavirus és un membre de l'espècie Zaire ebolavirus si:
- és endèmic de la República Democràtica del Congo, el Gabon, o la República del Congo
- té un genoma amb dos o tres solapaments de gens (VP35/VP40, GP/VP30, VP24/L)
- té una seqüència genòmica que difereix del virus tipus en menys del 30%